# Loodgrijze duif
De loodgrijze duif (Patagioenas plumbea) is een vogel uit de familie Columbidae (duiven).

## Verspreiding en leefgebied
Deze soort komt voor van Colombia tot zuidoostelijk Brazilië en telt zes ondersoorten:
- P. p. bogotensis: de oostelijk Andes-hellingen van westelijk Venezuela tot westelijk Bolivia.
- P. p. chapmani: van westelijk Colombia tot noordwestelijk Peru.
- P. p. pallescens: oostelijk Ecuador, oostelijk Peru en het westelijk Amazonegebied van Brazilië.
- P. p. wallacei: oostelijk Venezuela, de Guiana's en het oostelijk Amazonegebied van Brazilië.
- P. p. baeri: oostelijk en centraal Brazilië.
- P. p. plumbea: zuidoostelijk Brazilië en Paraguay.